# Alfredo Ildefonso Schuster
Alfredo Ildefonso Schuster ([alˈfreːdo ildeˈfonso ˈʃuster]; Rome, 18 januari 1880 – Venegono Inferiore, 30 augustus 1954) was een Italiaans geestelijke en kardinaal.

## Biografie
In 1896 trad hij toe tot de benedictijnen en nam de naam Ildefonso aan. In 1904 werd hij tot priester gewijd. Van 1908 tot 1916 was hij novicenmeester, vervolgens prior en van 1914 tot 1929 algemeen procurator van de congregatie van Monte Cassino. In 1918 werd hij abt van de abdij van Sint-Paulus buiten de Muren. Van 1919 tot 1922 was hij voorzitter van het Oosters Instituut in Rome en leraar aan verschillende colleges en instellingen. Nadien vervulde hij nog verschillende andere belangrijke functies in het Vaticaan. In 1929 werd hij aartsbisschop van Milaan en kardinaal. Hij kreeg de San Martino ai Monti als titelkerk. Hij stichtte ook het "Instituut voor Ambrosiaanse gezangen en gewijde muziek".
Schuster stierf in 1954; Giovanni Battista Montini, de latere paus Paulus VI, zou hem opvolgen als aartsbisschop van Milaan. 

### Zaligverklaring

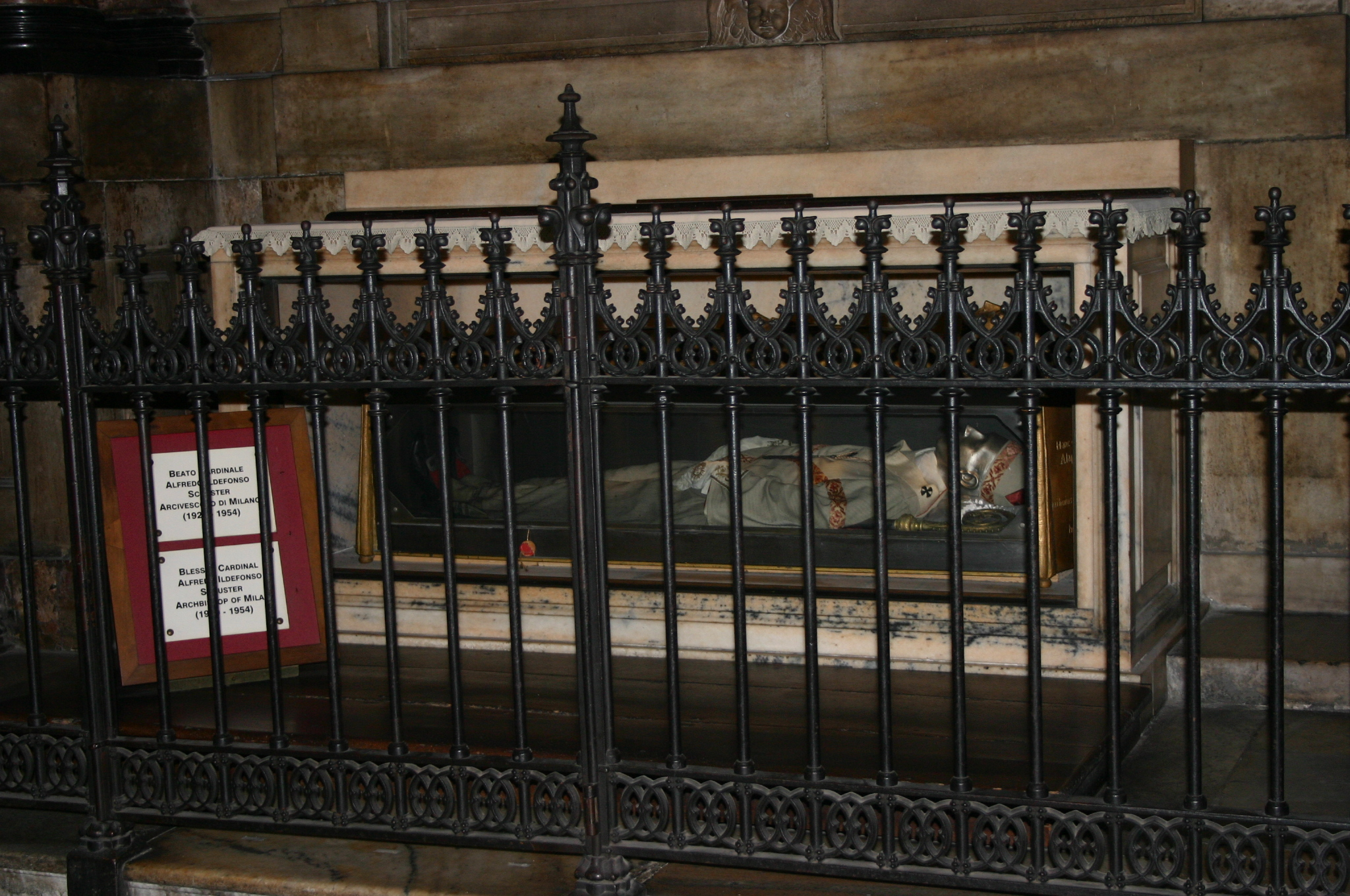
Reliekschrijn van kardinaal Schuster

Schuster werd in 1996 door paus Johannes Paulus II zalig verklaard. Tijdens het onderzoek naar zijn zaligverklaring was er enige controverse, nadat beweerd werd dat hij gesympathiseerd had met het fascisme. Na onderzoek bleek dat hij geweigerd had om deel te nemen aan plechtigheden met Benito Mussolini en dat hij de racistische wetgeving had bekritiseerd. De kardinaal was in de eerste plaats bekommerd geweest om het geestelijk welzijn van de bevolking, de noden van de armen, de bijstand aan gehuwden in hun huwelijk en het bestuur van het aartsbisdom.
Anderzijds was Schuster een aanhanger van de Italiaanse invasie van Ethiopië in 1935, die hij vergeleek met de kruistochten en als een kans voor bekeringen. Tijdens een misviering op 28 oktober 1935 in de Dom van Milaan vroeg Schuster God om Mussolini’s troepen te beschermen omdat zij "de poort openden voor Ethiopië voor het katholiek geloof en de Romeinse beschaving."